# Hyposemeia
Hyposemeia là một chi bướm đêm thuộc họ Erebidae.